# 李政 (跳水运动员)
李政（2000年5月—），山西临猗人，中国男子跳水运动员。他曾获得2017年世界游泳锦标赛混合双人3米跳板金牌。他也曾在2017年和2018年世界跳水系列赛中获得过金牌。